# Obsjtina Stambolijski
obsjtina Stambolijski (bulgariska: Община Стамболийски) är en kommun i Bulgarien.   Den ligger i regionen Plovdiv, i den centrala delen av landet, 120 km sydost om huvudstaden Sofia.
obsjtina Stambolijski delas in i:
- Joakim Gruevo
- Kurtovo Konare
- Novo selo
- Trivoditsi

Trakten runt obsjtina Stambolijski består till största delen av jordbruksmark. Runt obsjtina Stambolijski är det ganska tätbefolkat, med 90 invånare per kvadratkilometer.